# 卡巴爾達-巴爾卡爾共和國國徽

卡巴尔达-巴尔卡尔共和国国徽

卡巴尔达-巴尔卡尔共和国国徽是一面圆形徽章，自上而下为黄色环形、白色文字书写：卡巴尔达-巴尔卡尔共和国、中间有一个圆形图案，圆形图案内上面是光芒万射的太阳，下面是一只展翅高飞的雄鹰。最下面有纹章；此国徽于1994年7月21日开始启用。